# Il fantoccio
Il fantoccio (El pelele) è un dipinto a olio su tela (267x160 cm) del pittore spagnolo Francisco Goya, realizzato nel 1792 e conservato al museo del Prado di Madrid.

## Descrizione
L'opera, destinata al despacho (ufficio) del re Carlo IV, venne commissionata a Goya dal medesimo sovrano l'11 febbraio 1789, il quale avrebbe poi specificato il 20 aprile 1790 che i temi dei propri arazzi dovevano essere «campestres y alegres». Questa prepotente ed improvvisa committenza è ben esemplificativa di come il nuovo regnante era ben lungi dallo stabilire con Goya un affiatamento simile a quello che lo stesso pittore aveva raggiunto con Carlo III, il quale qualche anno prima gli aveva commissionato la preparazione di alcuni arazzi per la camera da letto degli infanti del Pardo. Goya, d'altronde, avrebbe procrastinato la nuova committenza sino al maggio 1791, mese in cui iniziò effettivamente a dedicarsi alla stesura del Fantoccio, per poi concluderla l'anno successivo.
Il fantoccio raffigura quattro ragazze che si stanno svagando in campagna, mantenendo un lenzuolo per i suoi lembi e facendo balzare ripetutamente un pupazzo di stoffa: si trattava, effettivamente, di un passatempo desunto dalla tradizione carnevalesca spagnola e assai diffuso nell'aristocrazia del tempo. L'opera, probabilmente tratta da un'incisione del romanzo seicentesco Vida y bechos del pícaro Guzmán de Alfarache, potrebbe alludere satiricamente alla Fortuna, o forse nascondere un'allegoria delle donne che si burlavano degli uomini trattandoli alla stregua di fantocci; quest'ultima lettura allegorica è avallata dalla presenza di numerosi Capricci che denunciano apertamente questo tema, raffigurando giovani fanciulle che, istigate da sedicenti mezzane, spennano dei polli con il volto da uomo.
Malgrado l'apparente aspetto di levità aggraziata, inoltre, Il fantoccio lascia apertamente affiorare quel cinismo che poi esploderà nelle agghiaccianti ed estreme soluzioni della maturità di Goya. Il volto inespressivo e disossato del pupazzo, infatti, assilla l'osservatore con un intenso senso di insicurezza, inquietudine, ben distante dalla briosa contentezza che invece trasmette alle quattro fanciulle ridenti («fresche streghe», osserva Jean Starobinski).